# Heorta oculata
Heorta oculata är en fjärilsart som beskrevs av Paul Dognin 1909. Heorta oculata ingår i släktet Heorta och familjen tandspinnare. Inga underarter finns listade i Catalogue of Life.